# Isola Sant'Antonio
Isola Sant'Antonio (Ìsula ad Sant Antòni in dialetto isolano) è un comune italiano di 652 abitanti della provincia di Alessandria in Piemonte.

## Geografia
È situato sulla destra del Po, nella piana alluvionale creata dalla confluenza del fiume Tanaro e dello Scrivia, confinante a nord con la Lombardia, facente parte dell'area del Tortonese.
È situato a 30 km a nord-est di Alessandria e con Molino dei Torti è il comune meno alto del Piemonte
All'interno del territorio comunale è presente la piccola isola amministrativa di San Pio, appartenente al comune di Pieve del Cairo in Provincia di Pavia, ovvero una enclave lombarda in territorio piemontese.
Nel territorio comunale è presente una stazione meteorologica.

## Storia
Zona paludosa, costituita da isolette separate da canali, prese il nome dalla conformazione del terreno e da una cappella ivi dedicata al santo.
Nel 1545 i marchesi Isimbardi, feudatari del luogo, vi insediarono contadini in pianta stabile per la coltivazione delle fertili terre.
Fece parte della Lomellina fino al 1800, quando per la prima volta Napoleone con un decreto staccò il territorio di Isola dalla provincia della Lomellina e lo pose nel comune di Alluvioni Cambiò nel Dipartimento di Marengo.
Divenne comune nel 1818, per decreto del re di Sardegna, che contestualmente lo riportò in Lomellina. Il passaggio definitivo in Piemonte fu decretato nel 1878.

### Simboli
Lo stemma e il gonfalone del comune di Isola Sant'Antonio sono stati concessi con decreto del presidente della Repubblica del 27 giugno 1983.
Il gonfalone è un drappo troncato di azzurro e di rosso.

## Monumenti e luoghi d'interesse
- Chiesa di Sant'Antonio da Padova

Immagini di Isola Sant'Antonio
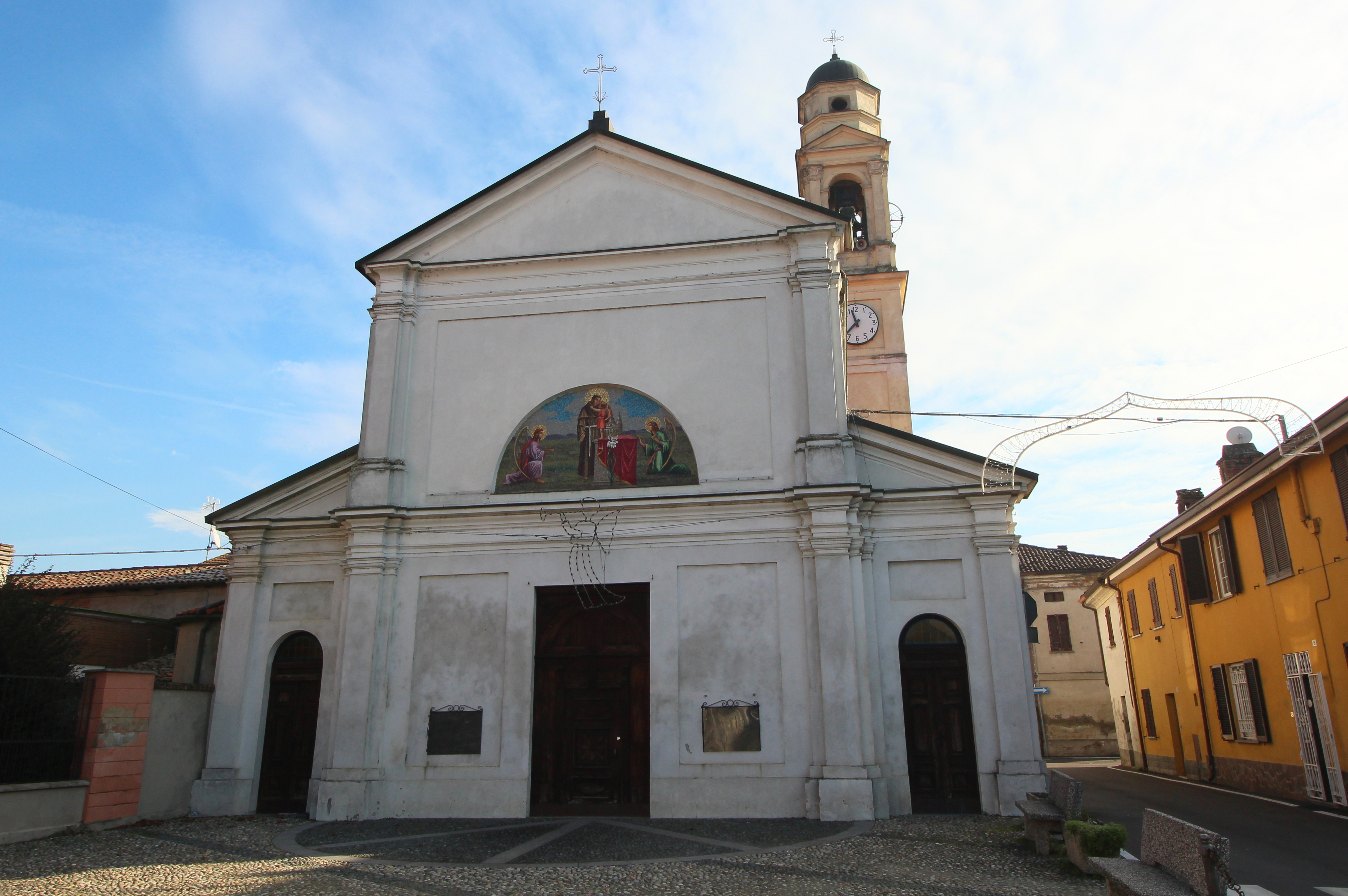
La chiesa di Sant'Antonio
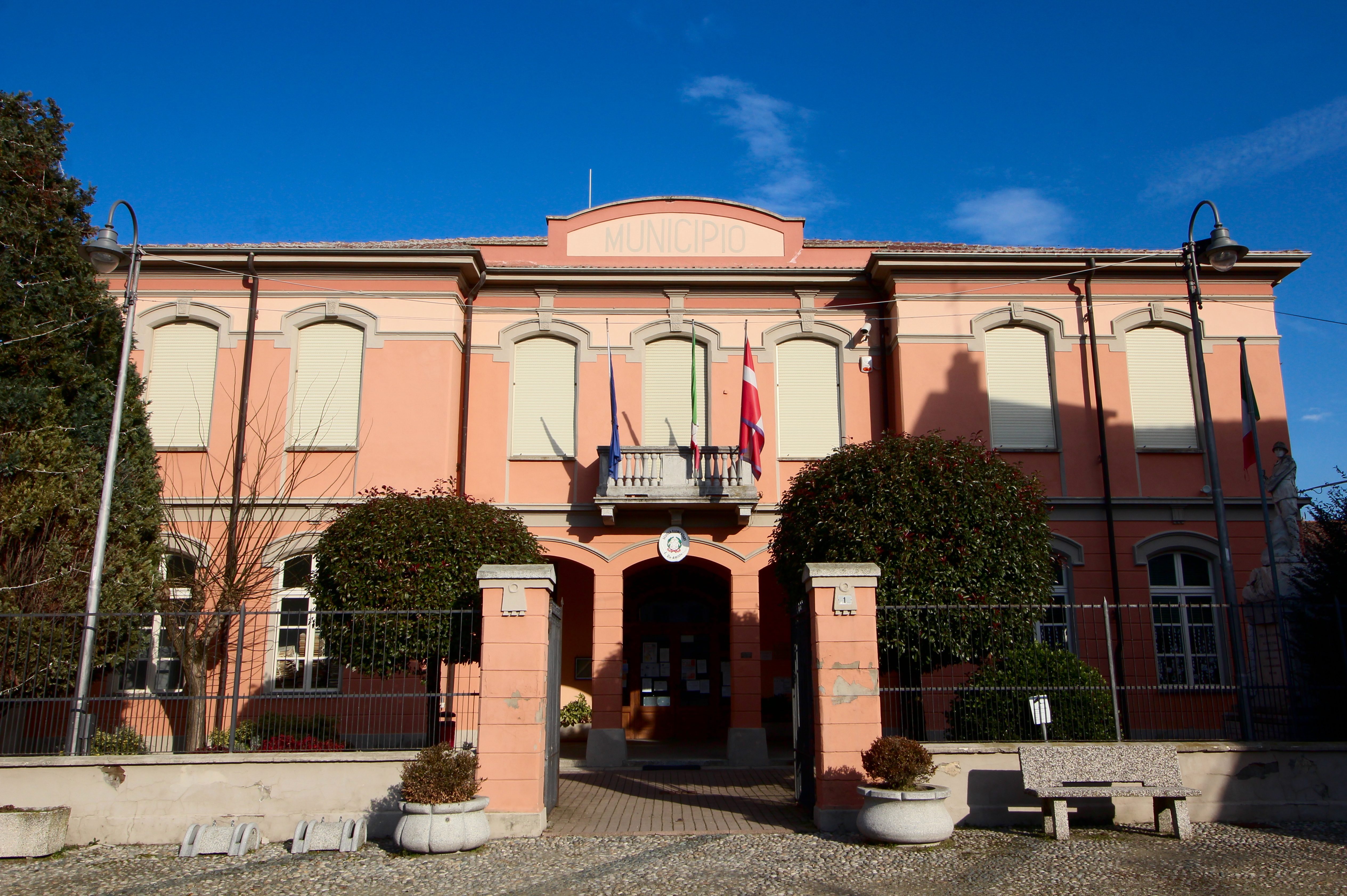
Il municipio

## Società

### Evoluzione demografica
Abitanti censiti

## Amministrazione
Di seguito è presentata una tabella relativa alle amministrazioni che si sono succedute in questo comune.
| Periodo           | Periodo           | Primo cittadino       | Partito                     | Carica              | Note  |
| ----------------- | ----------------- | --------------------- | --------------------------- | ------------------- | ----- |
| 27 giugno 1985    | 1º giugno 1990    | Aldo Balduzzi         | Partito Comunista Italiano  | Sindaco             | [ 8 ] |
| 1º giugno 1990    | 10 giugno 1991    | Aldo Balduzzi         | Partito Socialista Italiano | Sindaco             | [ 8 ] |
| 10 giugno 1991    | 10 settembre 1991 | Maria Teresa Aliberti |                             | Comm. pref.         | [ 8 ] |
| 10 settembre 1991 | 6 dicembre 1991   | Claretta Zuccheri     |                             | Comm. straordinario | [ 8 ] |
| 6 dicembre 1991   | 18 novembre 1996  | Ornella Arfini Arzani | -                           | Sindaco             | [ 8 ] |
| 18 novembre 1996  | 14 maggio 2001    | Ornella Arfini Arzani | Lista civica                | Sindaco             | [ 8 ] |
| 24 maggio 2001    | 30 maggio 2006    | Ornella Arfini Arzani | Lista civica                | Sindaco             | [ 8 ] |
| 30 maggio 2006    | 16 maggio 2011    | Ezio Pallavicini      | Lista civica                | Sindaco             | [ 8 ] |
| 16 maggio 2011    | 5 giugno 2016     | Ezio Pallavicini      | Lista civica Il campanile   | Sindaco             | [ 8 ] |
| 5 giugno 2016     | 3 ottobre 2021    | Cristian Scotti       | Lista civica Il campanile   | Sindaco             | [ 8 ] |
| 3 ottobre 2021    | in carica         | Cristian Scotti       | Lista civica Il campanile   | Sindaco             | [ 8 ] |